# Китайський Тайбей на зимових Олімпійських іграх 1992
Тайвань на зимових Олімпійських іграх 1992 року в Альбервілі представляли 8 спортсменів в трьох видах спорту — бобслей, гірськолижний спорт, фігурне катання. Тайванські спортсмени не здобули жодної медалі.

## Спортсмени
| Вид спорту          | Чоловіки | Жінки | Всього |
| ------------------- | -------- | ----- | ------ |
| Бобслей             | 4        | 0     | 4      |
| Гірськолижний спорт | 3        | 0     | 3      |
| Фігурне катання     | 1        | 0     | 1      |
| Всього              | 8        | 0     | 8      |

## Бобслей
| След  | Спортсмени                                               | Дисципліна         | Спуск 1 | Спуск 1 | Спуск 2 | Спуск 2 | Спуск 3 | Спуск 3 | Спуск 4 | Спуск 4 | Разом   | Разом |
| След  | Спортсмени                                               | Дисципліна         | Час     | Місце   | Час     | Місце   | Час     | Місце   | Час     | Місце   | Час     | Місце |
| ----- | -------------------------------------------------------- | ------------------ | ------- | ------- | ------- | ------- | ------- | ------- | ------- | ------- | ------- | ----- |
| TPE-1 | Чжень Чжіньсань Чжан Міньцзюн                            | двійки, чоловіки   | 1:02.77 | 30      | 1:03.83 | 32      | 1:02.91 | 32      | 1:02.96 | 33      | 4:10.97 | 33    |
| TPE-1 | Чжень Чжіньсань Чжень Чжіньсень Сю Куоцзюн Чжан Міньцзюн | четвірки, чоловіки | 1:00.31 | 27      | 1:00.45 | 26      | 1:00.52 | 25      | 1:00.66 | 26      | 4:01.94 | 26    |

## Гірськолижний спорт
| Спортсмен     | Дисципліна                   | Спуск 1      | Спуск 2      | Разом        | Разом |
| Спортсмен     | Дисципліна                   | Час          | Час          | Час          | Місце |
| ------------- | ---------------------------- | ------------ | ------------ | ------------ | ----- |
| Тан Вейсю     | супергігант, чоловіки        |              |              | не фінішував | –     |
| Он Чжінмін    | гігантський слалом, чоловіки | 1:38.66      | не фінішував | не фінішував | –     |
| Чжень Тонцзон | гігантський слалом, чоловіки | 1:31.48      | 1:34.51      | 3:05.99      | 81    |
| Чжень Тонцзон | слалом, чоловіки             | не фінішував | –            | не фінішував | –     |

## Фігурне катання
| Дисципліна                   | Спортсмен | SP | FS | TFP  | Місце |
| ---------------------------- | --------- | -- | -- | ---- | ----- |
| одиночні змагання (чоловіки) | Девід Лю  | 15 | 19 | 26.5 | 17    |